# Hyophila lauterbachii
Hyophila lauterbachii là một loài rêu trong họ Pottiaceae. Loài này được Broth. mô tả khoa học đầu tiên năm 1900.
Danh pháp khoa học của loài này chưa được làm sáng tỏ. 